# Fabrègues
Fabrègues este o comună în departamentul Hérault din sudul Franței. În 2009 avea o populație de 6.214 de locuitori.

## Evoluția populației
| An        | 1975  | 1982  | 1990  | 1999  | 2006  | 2009  |
| --------- | ----- | ----- | ----- | ----- | ----- | ----- |
| Populație | 2.522 | 2.915 | 4.089 | 5.901 | 6.192 | 6.214 |